# Faecalibacterium
Faecalibacterium è un genere di batterio appartenente alla famiglia delle Clostridiaceae.